# Richard Greve
Richard Greve (auch: Richard Grewe und Richard Harry Oskar Greve sowie Richard Harri Oskar Greve; * 8. Dezember 1840 in Uslar; † 13. März 1913 in Hannover) war ein deutscher Geistlicher und evangelisch-lutherischer Pastor.

## Leben
Greve besuchte nach dem Studium der Theologie das Predigerseminar in Hannover und wurde 1867 ständiger Kollaborator an der Christuskirche. Bei der Umwandlung der Pfarrkollaboratur in eine zweite Pfarrstelle 1872 wurde er zweiter Pastor. Nach dem Tod von Pastor Hoyer wurde er auf Präsentation des Herzogs von Cumberland erster Pastor. Im Herbst 1906 trat er in den Ruhestand.
Bereits 1873 brachte er auf der Synode der Inspektion Hannover den vielbeachteten Antrag zur Schaffung von Gemeindehelfer- und Gemeindehelferinnenstellen für soziale Aufgaben und zur Unterstützung der Pastoren in den Gemeinden ein. Er förderte den Bau der Lutherkirche und die Abtrennung des Gemeindebezirks von der Christuskirche, zu der im Oktober 1895 der Grundstein gelegt wurde. Auch der Bau des neuen Gemeindehauses in der Taubenstraße mit Saal, Schwesternstation, Jugendräumen und Pfarrwohnungen wurde maßgeblich von ihm betrieben. Als langjähriger Vertreter der Stadt Hanover in der Landessynode der hannoverschen Landeskirche war er ein Vertreter konservativer Positionen. Er setzte sich für die bedingungslose Anerkennung der lutherischen Bekenntnisschriften ein und wandte sich gegen liberale Tendenzen in der Theologie. So gehörte er auch zum engeren Vorstand der Hannoverschen Pfingstkonferenz.
Zeitlebens blieb Greve ein Anhänger des 1866 entthronten Welfenhauses, das das Patronat über die Christuskirche innehatte. Er war der Königin Marie freundschaftlich verbunden und taufte im Exil in Gmunden und Wien ihre fünf Enkelkinder, darunter den späteren Chef des Hauses Ernst August von Hannover.
Gemeinsam mit Gerhard Uhlhorn und dem Pastor Gustav Heinrich Karl Tovote verfasste Greve ein in mehr als 400.000 Exemplaren im Verlag von Heinrich Feesche aufgelegtes Gedenkbüchlein für konfirmierte Christen.

## Schriften
- Die Ehe eine heilige Ordnung Gottes. Abendpredigt über Ev. Matth. 19,4–6, Hannover: Feesche, 1875
- Das Siechenhaus im Siegeshaus : Rede zur Einweihung des mit dem Stephansstift verbundenen Männersiechenhauses am 27. Sept. 1877, Hannover: Feesche, 1877
- Feier der heiligen Taufe Ihrer Königlichen Hoheit der Prinzessin Marie Louise von Hannover. Geboren am 11. October 1879 in Gmunden, getauft am 25. Oktober 1879 in Gmunden / Rede und Taufhandlung von Richard Greve. Segenswunsch, Gebet und Segen von I. Friedrich Koch,  Hannover: Feesche, [circa 1879]
- Festpredigt zur 400jährigen Gedächtnißfeier der Geburt Martin Luthers, am Sonntag, den 11. November 1883 in der Christuskirche zu Hannover. Luther, ein treuer Zeuge des Evangeliums von Christo, Hannover: Feesche, 1883
- Christenlehre auf Grund des kleinen Katechismus Dr. Martin Luthers. Ein Leitfaden für den Konfirmandenunterricht,  Hannover: Feesche, 1883
  - 6. Auflage, Hannover: Feesche, 1900
- Fürchte dich nicht, glaube nur! Predigt am Jahresfest des lutherischen Gotteskastens, 27. Mai 1891, in der Gartenkirche zu Hannover gehalten und auf Wunsch dem Druck übergeben, Hannover: Feesche, 1891
- Ich erinnere euch des Evangelii, das ich euch verkündigt habe. Abschiedspredigt gehalten am 11. Sonntage nach Trinitatis, 26. August 1906, Hannover: Feesche, 1906
- Die Christuskirche zu Hannover. Aufzeichnungen aus der 50jährigen Geschichte einer großstädtischen Gemeinde, Hannover: Verlag von Heinr. Feesche, 1909
- Gerhard Uhlhorn, Richard Greve, Gustav Heinrich Karl Tovote: Gedenkbüchlein für konfirmierte Christen, 400.–414. Tausend, Hannover: H. Feesche, 1920